# David Arquette
David James Arquette (Bentonville, Virginia, 1971. szeptember 8. –) amerikai színész, rendező, producer, forgatókönyvíró, az Arquette-színészdinasztia tagja.

## Élete és pályafutása
1971. szeptember 8-án született Brenda "Mardi" Olivia (született Nowak), színésznő, költő, színházi üzemeltető, aktivista, színjátszástanár és terapeuta, és Lewis Arquette, színész gyermekeként.  Apai nagyapja a komikus Cliff Arquette, testvérei szintén színészek Rosanna, Alexis, Richmond és Patricia Arquette.
Az 1990-es évek végén lett ismert színész, miután több hollywood-i filmben játszott főszerepet, beleértve a Sikoly-tetralógiát. Legnagyobb sikerét ezekben a filmekben érte el.

## Magánélete
A Sikoly forgatásán ismerkedett meg Courteney Cox színésznővel. 1999. június 12-én összeházasodtak. 2004. június 13-án megszületett a kislányuk, Coco Riley Arquette. A kislány keresztanyja Jennifer Aniston lett.
2003-ban David és Courtney együtt jelentek meg egy Coke hirdetésben.

## Filmográfia

### Film
| Év   | Magyar cím                               | Eredeti cím                                    | Szerep                    | Magyar hang           |
| ---- | ---------------------------------------- | ---------------------------------------------- | ------------------------- | --------------------- |
| 1992 | Bárhol ér a reggel                       | Where the Day Takes You                        | Rob                       |                       |
| 1992 |                                          | Halfway House (rövidfilm)                      | N/A                       |                       |
| 1992 |                                          | Cruel Doubt                                    | Josh Duggan               |                       |
| 1992 | Buffy, a vámpírok réme                   | Buffy the Vampire Slayer                       | Benny                     | Bor Zoltán            |
| 1992 | Buffy, a vámpírok réme                   | Buffy the Vampire Slayer                       | Benny                     | Bódy Gergely          |
| 1993 |                                          | An Ambush of Ghosts}                           | N/A                       |                       |
| 1993 | Az elveszett brigád (A gyilkos négyszög) | Ghost Brigade (Grey Knight)                    | Murphy                    |                       |
| 1993 |                                          | At Home with the Webbers                       | Johnny Webber             |                       |
| 1994 | Véres virágok                            | The Road Killers                               | Bobby                     | Holl Nándor           |
| 1994 | Pancserock                               | Airheads                                       | Carter                    | Tarján Péter          |
| 1994 | Pancserock                               | Airheads                                       | Carter                    | Kolovratnik Krisztián |
| 1994 | Frank és Jesse                           | Frank & Jesse                                  | ismeretlen szerep         |                       |
| 1995 | A bűnbeesés ideje                        | Fall Time                                      | David                     | Lux Ádám              |
| 1995 | Vad Bill                                 | Wild Bill                                      | Jack McCall               | Felföldi László       |
| 1996 | Gyönyörű lányok                          | Beautiful Girls                                | Bobby Conway              | Csík Csaba Krisztián  |
| 1996 | Csont és bőr                             | Skin & Bone                                    | Buzz Head                 |                       |
| 1996 |                                          | Johns                                          | John                      |                       |
| 1996 | Sikoly                                   | Scream                                         | Dewey Riley rendőr        | Stohl András          |
| 1997 | Álmodj a halakkal                        | Dream with the Fishes                          | Terry                     | Takátsy Péter         |
| 1997 | A riasztóember                           | The Alarmist                                   | Tommy Hudler              | Crespo Rodrigo        |
| 1997 |                                          | Kiss & Tell                                    | Skippy                    |                       |
| 1997 | Sikoly 2.                                | Scream 2                                       | Dewey Riley rendőr        | Németh Gábor          |
| 1998 | Fordulatszám                             | RPM                                            | Luke Delson               | Csőre Gábor           |
| 1998 | Dolcsi Vita                              | Free Money                                     | Ned Jebee                 | Seder Gábor           |
| 1999 | Farkaséhség                              | Ravenous                                       | Cleaves közlegény         | Megyeri János         |
| 1999 | A bambanő                                | Never Been Kissed                              | Rob Geller                | Takátsy Péter         |
| 1999 | Muppet-show az űrből                     | Muppets from Space                             | Dr. Tucker                | Albert Gábor          |
| 1999 | Pénzfutár                                | The Runner                                     | csapos                    | Koncz István          |
| 2000 | Sikoly 3.                                | Scream 3                                       | Dewey Riley rendőr        | Crespo Rodrigo        |
| 2000 | Ha szorít a szorító                      | Ready to Rumble                                | Gordie Boggs              | Szokol Péter          |
| 2001 | Milliókért a pokolba                     | 3000 Miles to Graceland                        | Gus                       | Breyer Zoltán         |
| 2001 | Milliókért a pokolba                     | 3000 Miles to Graceland                        | Gus                       | Csőre Gábor           |
| 2001 | Kutyafuttában                            | See Spot Run                                   | Gordon Smith              | Czvetkó Sándor        |
| 2001 | Az agyfürkész totál kész                 | The Shrink Is In                               | Henry Popopolis           | Háda János            |
| 2001 | Az agyfürkész totál kész                 | The Shrink Is In                               | Henry Popopolis           | Széles Tamás          |
| 2001 | A szürke zóna                            | The Grey Zone                                  | Hoffman                   |                       |
| 2002 | Mérges pókok                             | Eight Legged Freaks                            | Chris McCormick           | Kardos Róbert         |
| 2002 | Brekiék karácsonya                       | It's a Very Merry Muppet Christmas Movie       | Daniel                    | Kerekes József        |
| 2002 |                                          | Happy Here and Now                             | Eddie                     |                       |
| 2003 |                                          | Essentially Naked                              | Gordie Boggs              |                       |
| 2003 | Külkapcsolat                             | A Foreign Affair                               | Josh Adams                |                       |
| 2003 | Raboljuk el Sinatrát!                    | Stealing Sinatra                               | Barry Keenan              | Csankó Zoltán         |
| 2004 | Drogkirály                               | Never Die Alone                                | Paul                      |                       |
| 2004 | A golyó                                  | Riding the Bullet                              | George Staub              | Háda János            |
| 2005 |                                          | Slingshot                                      | Ash                       |                       |
| 2005 | Cápasrác és Lávalány kalandjai           | The Adventures of Sharkboy and Lavagirl in 3-D | Max apja                  | Czvetkó Sándor        |
| 2006 | Darwin-díj – Halni tudni kell!           | The Darwin Awards                              | Harvey                    | Stohl András          |
| 2006 |                                          | The Tripper                                    | Muff                      |                       |
| 2008 | Hamlet 2.                                | Hamlet 2                                       | Gary                      | Maday Gábor           |
| 2008 |                                          | The Butler's in Love (rövidfilm)               | Robert                    |                       |
| 2010 |                                          | Black Limousine                                | Jack                      |                       |
| 2010 |                                          | The Legend of Hallowdega (rövidfilm)           | Kiyash Monsef             |                       |
| 2011 | Sikoly 4.                                | Scream 4                                       | Dewey Riley seriff        | Crespo Rodrigo        |
| 2011 |                                          | Conception                                     | Paul Reynolds             |                       |
| 2012 | A vendégház                              | The Cottage                                    | Robert Mars               | Damu Roland           |
| 2014 |                                          | Sold                                           | Sam                       |                       |
| 2014 |                                          | Just Before I Go                               | Vickie férje              |                       |
| 2014 |                                          | Muffin Top: A Love Story                       | Cameron Scott             |                       |
| 2014 | Parancs nélkül                           | Field of Lost Shoes                            | Henry A. du Pont százados |                       |
| 2015 | Törtetők                                 | Entourage                                      | önmaga (cameo)            | Magyar Bálint         |
| 2015 |                                          | Orion                                          | vadász                    |                       |
| 2015 | Csontok és skalpok                       | Bone Tomahawk                                  | Purvis                    | Csőre Gábor           |
| 2017 | Volt egyszer egy Venice                  | Once Upon a Time in Venice                     | Diesel Stone              |                       |
| 2017 |                                          | Amanda & Jack Go Glamping                      | Jack Spencer              |                       |
| 2018 |                                          | Hollow Body                                    | Jimmy                     |                       |
| 2018 | Mentsük meg Flórát!                      | Saving Flora                                   | Henry                     |                       |
| 2018 |                                          | The Big Break (rövidfilm)                      | Ramirez hadnagy           |                       |
| 2018 |                                          | Sk8 Dawg                                       | Buddy (hangja)            |                       |
| 2019 |                                          | Mope                                           | Rocket                    |                       |
| 2019 |                                          | The Old Man's Hands (rövidfilm)                | Vinnie                    |                       |
| 2019 |                                          | The MisEducation of Bindu                      | Bill                      |                       |
| 2020 | Nézettségért mindent                     | Spree                                          | Kris Kunkle               |                       |
| 2022 | Sikoly                                   | Scream                                         | Dewey Riley seriff        | Stohl András          |